# Basilica di Santa Maria Maggiore di Siponto
La basilica minore di Santa Maria Maggiore di Siponto, comunemente conosciuta come basilica di Siponto era l'antica cattedrale di Siponto (Manfredonia), eretta nel 1977 a basilica minore dal cardinale Corrado Ursi quale rappresentante di papa Paolo VI. La basilica è dedicata a Maria Santissima di Siponto.
L'icona di Maria Santissima di Siponto viene festeggiata il 31 agosto, mentre il primo settembre ha luogo la festa di Sant Andrea con la processione di barche in mare.

## Struttura

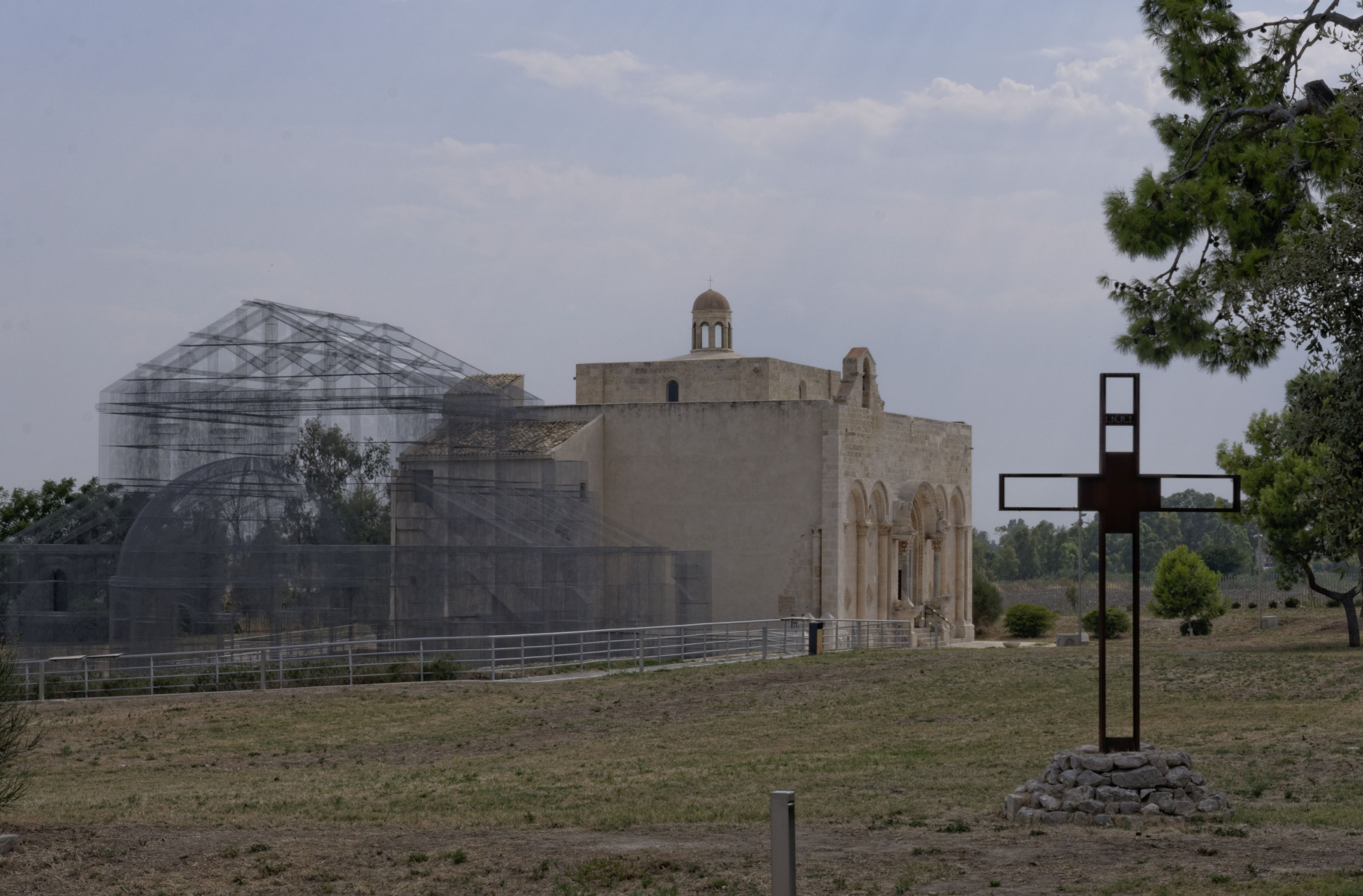
Basilica con accanto la ricostruzione dell'edificio paleocristiano

L'edificio ha pianta quadrata, con due chiese indipendenti di cui una interrata, la cripta, due absidi a vista poste sulle pareti sud e est, un portale monumentale rivolto ad ovest verso la strada che entra in Manfredonia, databile per le sue caratteristiche all'età medievale.
La piccola campanella è stata posta nel Settecento, mentre al centro della facciata era visibile lo stemma arcivescovile dell'arcivescovo di Manfredonia Domenico Ginnasi (1586-1607) che restaurò l'edificio.
L'interno della chiesa è databile all'XI secolo.
La chiesa è un gioiello dell'arte romanico pugliese, pur mostrando influenze islamiche e armene.
Nel marzo 2016 è stata inaugurata l'opera d'arte intitolata "Dove l'arte ricostruisce il tempo" dell'artista Edoardo Tresoldi. Una ricostruzione dell'antica basilica paleocristiana, alta 14 metri e pesante 7 tonnellate, fa parte di un intervento complessivo di modernizzazione del sito archeologico di 3,5 milioni di euro di fondi pubblici. Il sito archeologico a seguito dell'intervento ha registrato un sostanziale incremento di visitatori. A riprova dell'interesse per questa installazione, una mostra dal titolo La Basilica di Siponto di Edoardo Tresoldi. Un racconto tra Rovine, Paesaggio e Luce, comprendente bozzetti, riproduzioni fotografiche e video è stata esposta a Forlì presso la Fondazione Dino Zoli dall'ottobre 2018 al gennaio 2019.

## Storia
La prima data documentata è quella del 1117, quando la chiesa venne solennemente consacrata e ci fu la reposizione delle reliquie di san Lorenzo Maiorano sotto l'altare maggiore; si pensa che in quell'anno sia avvenuto il passaggio di consegne tra la nuova chiesa (questa) e la vecchia basilica paleocristiana (già basilica pagana), ridotta oggi a soli ruderi di interesse archeologico. La chiesa superiore sorgeva su quella inferiore, databile all'alto medioevo, costruita con i ruderi della vecchia caduta dopo un terremoto.

## Opere custodite

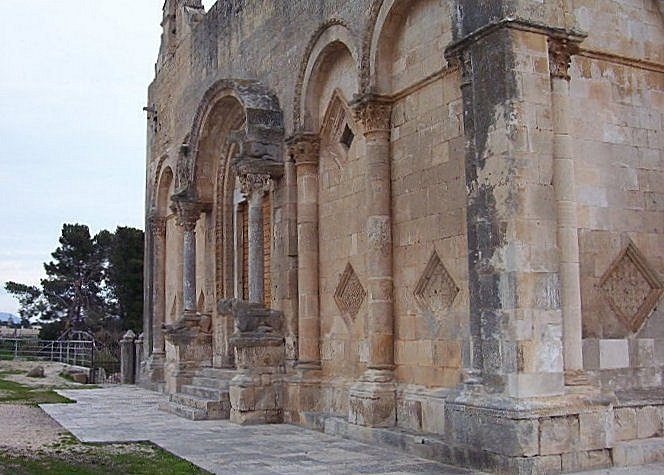
Basilica di Siponto

Per secoli è stata custodita l'icona di Maria Santissima di Siponto, databile all'XI secolo e custodita attualmente nella cattedrale di Manfredonia per questioni di sicurezza; come anche la statua lignea detta la Sipontina o Madonna dagli occhi sbarrati dell'XI secolo, in legno policromo di carrubo d'origine bizantina, che fu la prima Madonna che si venerò a Siponto. La ricorrenza si tiene dal 22 al 31 di Agosto, e termina con una processione e i festeggiamenti nella piazza antistante alla cattedrale.